# James Springer White
James Springer White (ur. 4 sierpnia 1821 w Palmyrze w Maine, zm. 6 sierpnia 1881 w Battle Creek) – współzałożyciel Kościoła Adwentystów Dnia Siódmego oraz mąż Ellen G. White. 
Odgrywał znaczącą role w organizacji formalnej kościoła. Głosił nauki adwentystów oraz pisał i rozpowszechniał ich publikacje. 
W roku 1849 założył czasopismo „The Present Truth” (dziś znane jako „Adventist Review”). Rozgłaszał naukę Kościoła Adwentystów o Poselstwie Trójanielskim.

## Wczesne życie
James White urodził się w Palmyrze w Maine, jako piąte z dziewięciorga dzieci. W młodości wiele chorował. Źle widział, co przeszkodziło mu w dalszej edukacji, i dlatego musiał zaangażować się w pracę na rodzinnej farmie. 
W wieku 19 lat jego wzrok się polepszył i James White podjął dalszą naukę. Zdobył stopień nauczyciela i przez krótki czas nauczał w szkole podstawowej. 
W wieku 15 lat został ochrzczony, a w późniejszych latach od swoich rodziców dowiedział się o ruchu Millerystów. Po usłyszeniu kazań, które szczególnie zapisały się w jego pamięci, postanowił porzucić pracę nauczyciela i zostać pastorem w swoim kościele w roku 1843.
Wielu ceniło sobie jego kazania, co szczególnie można było zauważyć zimą 1843 roku, gdy 1000 osób uwierzyło w bliskie przyjście Jezusa po jego wykładach. 
W tym czasie poznał młodą Ellen Gould Harmon (później White), którą poślubił 30 sierpnia 1846 roku. Ellen i James mieli czterech synów.

## Późniejsza działalność w Kościele Adwentystów
W roku 1850 czasopismo, które założył, "The Present Truth" zostało połączone z magazynem „Advent Review” i otrzymało tytuł „Second Advent Review and Sabbath Herald”, które dziś istnieje jako „Adventist Review”. 
W magazynie tym w pierwszych latach adwentyści zamieszczali artykuły związane z tematyką duchowości i życia, głównie przedstawiając je w świetle drugiego przyjścia Jezusa i sabatu. W tym magazynie James White wraz ze swoją żoną dzielili się myślami, naukami oraz swoimi spostrzeżeniami. White działał jako redaktor aż do roku 1851 kiedy to Uriah Smith przejął jego rolę. Odgrywał ważną rolę w zarządzaniu i rozpowszechnianiu publikacji adwentystycznych. 
Był on prezydentem Generalnej Konferencji Kościoła Adwentystów Dnia Siódmego w latach 1865-67; 1869-71;1874-80.
W roku 1865 White doznał paraliżu. Latem 1881 roku zaczął gorączkować i został zabrany do szpitala w Battle Creek, gdzie zmarł 6 sierpnia mimo wysiłków lekarza dr Kellogga.